# Análise do valor
Análise do valor é uma metodologia utilizada para a identificação de funções e o relacionamento com os custos para realizar cada função visando identificar e eliminar custos desnecessários.
É eficaz na melhoria dos desempenhos funcionais e na consideração dos recursos necessários para obter cada função. 
Originalmente criada por Lawrence D. Miles em 1942 na GE americana, denominada de "Value Analysis", a Análise do Valor propõe a utilização de uma metodologia com ênfase na análise das funções de um produto, projeto, processo ou serviço visando mensurar o valor de cada função com a finalidade de desenvolver alternativas para otimizar a relação benefício x custo de cada função (PEREIRA FILHO, 1998).
Na década de 1990 diversas aplicações foram pesquisadas pelo Independent Project Analysis (IPA) que passou a recomendar a aplicação desta metodologia, chamando-a de Value Improving Practices (Práticas de Melhoria do Valor) (IPA, 2005)
As aplicações da Análise do Valor ultrapassaram o domínio dos produtos para abranger também os serviços, os projetos e os procedimentos administrativos.
A metodologia de AV/EV pretende se constituir num "hábito de pensamento" evitando preconceitos, prejulgamentos, estudos superficiais, visão unicamente convergente, bloqueios e diversos outros fatores.